# Pseudoregma montana
Pseudoregma montana är en insektsart som först beskrevs av Van der Goot 1917.  Pseudoregma montana ingår i släktet Pseudoregma och familjen långrörsbladlöss. Inga underarter finns listade i Catalogue of Life.